# Get Over It
Get Over It är en amerikansk långfilm från 2001 i regi av Tommy O'Haver, med Kirsten Dunst, Ben Foster, Melissa Sagemiller och Sisqo i rollerna.

## Handling
Filmen handlar om Burke Landers som blir dumpad av sin första flickvän, han blir desperat och vill ha henne tillbaka. Han försöker med allt och går med i skolans teater för att försöka vinna tillbaka hennes hjärta. Hans bästa väns lillasyster hjälper honom med manus och förberedelser. Mot slutet inser han att han kanske ändå var tvungen att gå vidare och att den han är menad att vara med har funnits mitt framför hans näsa hela tiden. 

## Om filmen
Get Over It regisserades av Tommy O'Haver. 

## Rollista (urval)
- Kirsten Dunst - Kelly Woods
- Ben Foster - Berke Landers
- Melissa Sagemiller - Allison McAllister
- Mila Kunis - Basin
- Sisqó - Dennis Wallace
- Shane West - Bentley 'Striker' Scrumfeld
- Colin Hanks - Felix Woods
- Zoë Saldaña - Maggie
- Carmen Electra - Mistress Moira
- Ed Begley Jr. - Frank Landers